# Намюр
Вижте пояснителната страница за други значения на Намюр.
Намюр (на френски: Namur, на фламандски Namen) е град в Белгия, административен център на провинция Намюр и столица на Валония, един от трите региона на Белгия. Населението му е около 107 000 души (2006).
Градът е разположен при вливането на река Самбър в Мьоза, с координати 50°28′N 4°52′E. Общата площ на града е 175,69 km², гъстотата на населението е 607,69 д./km². Община Намюр обхваща части от 3 различни области - Хесбе на север, Кондроз на югоизток, Регион между Самбър и Мьоза на югозапад. Говори се френски език.

## Известни личности
Родени в Намюр
- Франсоа Бовес (1890-1944), политик
- Александър Делкомюн (1855-1922), изследовател
- Шарл Мишел (р. 1975), политик
- Анри Мишо (1899-1984), писател и художник
- Беноа Пулворд (р. 1964), актьор
- Оливие Рокюс (р. 1981), тенисист

Починали в Намюр
- Албер I (1875-1934), крал
- Франсоа Бовес (1890-1944), политик
- Ратер от Верона (887-974), духовник